# Оруджева, Тойфа Махмуд кызы
Тойфа Махмуд кызы Оруджева (азерб. Töhfə Məmməd qızı Orucova; 22 декабря 1919, Боюк Амили, Нухинский уезд — ?) — советский азербайджанский табаковод, Герой Социалистического Труда (1950).

## Биография
Родилась 22 декабря 1919 года в селе Боюк Амили Нухинского уезда Азербайджанской Демократической Республики (ныне село в Габалинском районе).
С 1946 года — колхозница, звеньевая, табаковод колхоза имени Байрамова Куткашенского района Азербайджанской ССР. В 1949 году получила урожай табака сорта «Самсун» 20,4 центнеров с гектара на площади 3 гектаров.
Указом Президиума Верховного Совета СССР от 17 августа 1950 года за получение высоких урожаев табака в 1949 году Оруджевой Тойфе Махмуд кызы присвоено звание Героя Социалистического Труда с вручением ордена Ленина и золотой медали «Серп и Молот».
С 1974 года — пенсионер союзного значения.
Активно участвовала в общественной жизни Азербайджана. Член КПСС с 1946 года.